# Prison de Pitești
Penitenciarul Pitești
La prison de Pitești (en roumain : Penitenciarul Pitești) est un ancien pénitencier roumain où furent détenus de nombreux prisonniers politiques du régime communiste de Roumanie entre 1948 et 1989. Il est surtout connu pour les expériences de lavage de cerveau et de rééducation par la torture physique et psychologique pratiquées entre les années 1949 à 1954 par l'administration pénitentiaire et la police politique communiste, sous l'autorité du Parti communiste roumain. Les tortures commises en son sein sont également connues sous le nom de l'expérience Pitești (Experimentul Pitești) ou de phénomène Pitești (Fenomenul Pitești).

## Spécificité
Dans cette prison plus qu'ailleurs, les tortures tant physiques (privation de sommeil, eau et nourriture, électrocution, quasi-noyades, obligation d'ingérer des excréments, exposition à des températures extrêmes, viols, coups, piqûres sous les ongles, injection de substances chimiques ou pharmaceutiques...) que psychiques (humiliations, manipulations, chantages affectifs, menaces sur la famille...) étaient quotidiennes. Elles avaient pour but de « rééduquer » complètement les détenus politiques (étudiants, enseignants surtout universitaires, membres des anciens partis politiques non communistes comme le Parti agrarien ou le Parti libéral, dissidents, moines orthodoxes, défenseurs des droits de l'homme, francs-maçons, membres du clergé, anciens membres de la Garde de fer, juifs jugés sionistes, insoumis de toute catégorie…).
Les objectifs de l'« expérience » des années 1949-1954, conformément aux principes léninistes interprétés par le Parti communiste roumain, étaient :
- l'abandon des convictions politiques ou religieuses par les détenus ;
- l'altération de la personnalité jusqu'au point d'« obéissance absolue » ;
- l'obtention de chaque détenu, d'une liste de noms de collègues, parents et amis supposés de mêmes opinions, pour être arrêtés à leur tour.

Lorsque l'« expérience » réussissait, le détenu, devenu une sorte de « perroquet » capable seulement d'enchaîner les slogans et la « langue de bois » du Parti, pouvait être libéré. Parmi ces libérés, de toute façon minoritaires, il semble que beaucoup se soient suicidés, selon la psychologue Irena Talaban. Lorsque les autorités n'étaient pas complètement satisfaites des résultats de l'« expérience », le détenu était transféré ailleurs, notamment dans les camps de travail de la plaine du Bărăgan, dont la mortalité était très importante. 

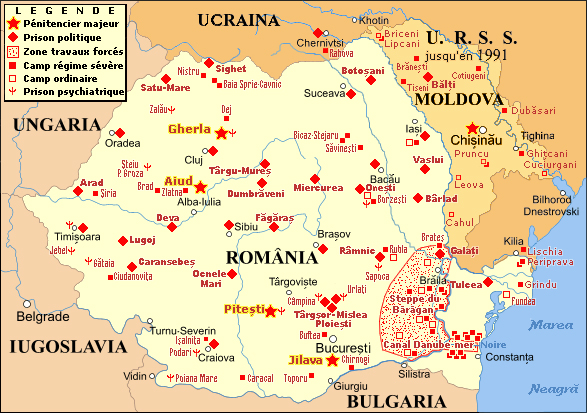
Situation de la prison de Pitești au sein du réseau de prisons et de camps en Roumanie et RSS moldave (1945-1989).

Les estimations du nombre de détenus ayant subi l'« expérience Pitești » varient de 1 000 à 5 000 sur une période de cinq ans durant la période stalinienne (selon les sources qui ne prennent en compte que l'abandon des convictions et l'obtention de l'« obéissance absolue ») jusqu'à plus de 12 000 sur une période de quatre décennies (selon les sources qui prennent en compte l'obtention de chaque détenu, d'une liste de personnes à arrêter). En fait, les autorités ont renoncé, après la mort de Staline (1953), au processus de lavage de cerveau, sans que la prison cesse pour autant de jouer son rôle dans la répression qui, elle, s'est poursuivie tant que le régime communiste de Roumanie a duré.